# Gruppo di NGC 1752
Il Gruppo di NGC 1752 comprende almeno quattro galassie situate nella costellazione dell'Eridano.

## Descrizione
La distanza media tra il centro di massa di questo gruppo e la nostra Via Lattea è di circa 163 milioni di anni luce (49,9 Mpc).

## Membri
Nella tabella sottostante sono riportati i quattro membri del gruppo indicati da Garcia.
| Nome     | Classificazione | Tipo               | RA (J2000.0)  | DEC (J2000.0) | Velocità radiale (km/s) | Magnitudine apparente | Distanza (Mpc) | Dimensioni (kal) |
| -------- | --------------- | ------------------ | ------------- | ------------- | ----------------------- | --------------------- | -------------- | ---------------- |
| NGC 1752 | SB(r)c?         | Spirale barrata    | 05h 02m 09.5s | -08° 14′ 27″  | 3577 ± 4                | 12,4                  | 52,6 ± 3,7     | 118              |
| NGC 1779 | (R')SAB0/a?(r)  | Spirale intermedia | 05h 05m 18.1s | -09° 08′ 50″  | 3273 ± 14               | 12,1                  | 48,2 ± 3,4     | 90               |
| IC 401   | SB(rs)b?        | Spirale barrata    | 05h 04m 19.6s | -10° 04′ 36″  | 3356 ± 3                | 12,5                  | 49,4 ± 3,5     | 75               |
| IC 402   | SAB(rs)cd       | Spirale intermedia | 05h 06m 14.8s | -09° 06′ 27″  | 3336 ± 7                | 13,7                  | 49,2 ± 3,4     | 120              |

Il sito DeepskyLog permette di trovare agevolmente le costellazioni in cui sono situate le galassie; in alternativa si possono utilizzare le coordinate delle galassie per individuarle. Se non altrimenti indicato, le coordinate sono quelle fornite dal sito NASA/IPAC (National Aeronautics and Space Administration / Infrared Processing and Analysis Center).